# Agnieszka Bulanda
Agnieszka Bulanda – polska architekt, od 2010 redaktor naczelna dwumiesięcznika „Arch”, rzecznik prasowy SARP.